# Big Sandy Creek (Colorado)
Il Big Sandy Creek, anche noto come Sand Creek, è un fiume degli Stati Uniti d'America.

## Geografia
Lungo circa 340 chilometri, il fiume nasce nelle vicinanze della cittadina di Peyton della Contea di El Paso, nel Colorado orientale, e dopo aver attraversato le contee di Elbert, Lincoln, Cheyenne e Kiowa confluisce con il più ampio corso del fiume Arkansas a est della cittadina di Lamar, nella Contea di Prowers; per vari tratti del suo percorso il fiume presenta un letto quasi in secca con l'acqua che continua a correre sotto la superficie sabbiosa, da cui il nome.

## Storia
In un'ansa del fiume nella Contea di Kiowa il 29 novembre 1864 si svolsero i fatti del massacro di Sand Creek: soldati della milizia del Colorado assalirono un accampamento di pacifici nativi americani delle tribù Cheyenne e Arapaho, provocando tra le 125 e le 175 vittime in maggioranza donne e bambini.